# Rolling Rock
Rolling Rock är ett amerikanskt ölmärke som sedan mitten av 2006 ägs av Anheuser-Busch i St. Louis, Missouri. Ölet bryggs i företagets bryggeri i Newark, New Jersey. Tidigare bryggdes det av Latrobe Brewing Company i Pennsylvania.
Rolling Rock är ett lageröl och säljs i en grön flaska som utmärker sig genom att ha en ditmålad etikett istället för en påklistrad. Varumärket syns även i många avsnitt av The Angry Video Game Nerd.